# Зузане Щайн
Зузане Валслебен (на немски: Susanne Walsleben) е германска журналистка, редакторка и писателка на произведения в жанра консултативна литература, драма, исторически роман и документалистика. Пише под моминското си име Зузане Щайн (на немски: Susanne Stein) и под псевдонима Лиза Шнайдер (Lisa Schneider).
Тя е последният главен редактор на бившето списание за жени на ГДР „Sibylle“ до закриването му през 1995 г., както и главен редактор на други женски и модни списания.

## Биография и творчество
Зузане Щайн е родена на 15 ноември 1957 г. в Зундерн, Северен Рейн-Вестфалия, Германия. Следва литература и история, с акцент върху Средновековието и многократно се занимава с исторически теми.
След дипломирането си до 1983 г. прави редакционен стаж в „Hannoversche Allgemeine Zeitung“. В периода 1986 – 1990 г. е редактор в женското списание „Freund“, а в периода 1990 – 1991 г. работи като журналист и автор на свободна практика. През ноември 1991 г. става заместник главен редактор на списанието за мода и култура „Sibylle“, което по това време е публикувано от „Gong-Verlag“, а през април 1993 г. става негов главен редактор. През 1994 г., след влошаване на икономическите показатели, редакционният екип купува списанието, а тя остава до издаването на последния брой през февруари 1995 г. В периода 1995 – 2000 г. работи като главен редактор на „Burda Moden“. През 2000 г. „Burda“ прави опит да издава седмичното списание „Vivian“, което е прекратено след няколко издания.
През 1998 г. тя се омъжва и променя името си на Зузане Валслебен, като продължава да пише и под името Зузане Щайн. През 2005 г. семейството осиновява осемгодишно момиче.
През май 2001 г. се премества от Офенбург в Хамбург, където работи като главен редактор на списание „Bella“ на издателство „Хайнрих Бауер“ до 2004 г. През 2008 г. става заместник главен редактор на списание „Für Sie“ на издателство „Jahreszeiten“, а през 2015 г. поема ръководството на редакционния отдел.
През 2007 г. е издаден романа ѝ „Бианка Ланча“. Книгата представя любовната история на краля на Германия, Италия, Сицилия и Бургундия, и император на Свещената Римска империя, Фридрих II Хоенщауфен, с красавицата Бианка Ланча, графиня на Пиемонт, предадена му като дар от султана на Египет Ал-Камил.
Зузане Валслебен живее със семейството си в Хамбург.

## Произведения

### Като Зузане Щайн
- Damit die Liebe hält. Partnerwahl, Alltag und erste Krise; ein Ratgeber für junge Paare (1991)
- Die Mätresse des Kaisers (2007)
Бианка Ланча, изд.: „Емас“, София (2012), прев. Величка Стефанова
- Der Löwe und die Königin (2008)
- Das magische Weihnachtspferd (2009)

### Като Зузане Валслебен
- Männer mit Eigenschaften. Was der Mann, den Sie lieben, mit in die Beziehung bringt und wie sich damit besser leben lässt (2006)
- Warum Frauen immer auf der Suche und Männer immer auf der Flucht sind. Die 100 populärsten Beziehungsirrtümer (2006)
- Der gebrauchte Prinz. Vom Umgang mit einem Traummann aus zweiter Hand (2007)
- Chili, Charme und Schokoküsse (2009).
- Warum nehme ich nicht ab? Die 100 größten Irrtümer über Essen, Schlanksein und Diäten (2017)

### Като Лиза Шнайдер
- Die große Farb- und Typ-Beratung. Mode, Muster, Farben, Frisuren, Make-up, Schmuck, Accessoires und Düfte für jeden Typ (1993)